# Schirmlinge
Die Schirmlinge (Lepiota) sind eine Pilzgattung aus der Familie der Champignonverwandten, deren Arten kleine bis mittelgroße Fruchtkörper bilden. Häufig sind sie mit einem Velum versehen. Allen gemein sind weiße bis weißliche Lamellen auf der Hutunterseite, weißes bis cremefarbenes Sporenpulver sowie das Vorhandensein eines unbeweglichen, häutigen Stielrings oder zumindest einer Ringzone.

## Merkmale
Schirmlinge sind kleine bis mittelgroße Blätterpilze. Der Hut ist mehr oder weniger breit glockenförmig. Die Hutmitte ist kahl oder samtig. Die Hutoberfläche kann gegen den Hutrand eingewachsen faserig, oder mit faserigen bis flockigen oder körnigen Schüppchen bedeckt sein, bei manchen Arten mit konzentrisch zum Hutrand aufbrechenden Schüppchen bedeckt. Die Hutoberfläche ist trocken, der Hutrand ist nicht gerieft oder gerippt. Die Schirmlinge besitzen in der Fruchtkörperentwicklung ein doppeltes Velum, das Velum partiale (Teilhülle) bleibt als häutiger, oft flüchtiger Ring am Stiel zurück. Im Gegensatz zur verwandten Gattung der Riesenschirmlinge ist der Ring nicht verschiebbar. Der Stiel ist zylindrisch bis leicht keulig geformt. Das Sporenpulver ist weiß, seltener cremefarben und dextrinoid. Die freien, bauchigen und gedrängt stehenden Lamellen sind ebenfalls weiß, manchmal auch gelb gefärbt.

## Ökologie
Alle Angehörigen der Gattung sind Saprobionten, die auf Erde, Holz oder Pflanzenresten wachsen können. Erdebewohnende Arten kommen häufig auf nährstoffreichen (besonders stickstoffreichen), humushaltigen und ruderalen Plätzen vor.

## Arten
Weltweit kommen etwa 400 Arten vor, die Gattung ist vor allem in den Tropen verbreitet, in Europa kommen etwa 60 Arten vor, wobei die Gattung besonders im Mittelmeergebiet auftritt.
| Schirmlinge (Lepiota) in Europa |                                                              |                                                           |
| \| Deutscher Name \| Wissenschaftlicher Name \| Autorenzitat \| \| ------------------------------------- \| ------------------------------------------------------------ \| --------------------------------------------------------- \| \| Ahorn-Schirmling \| Lepiota acerina \| Peck 1898 \| \| Mandarinen-Schirmling \| Lepiota andegavensis \| Mornand 1983 \| \| Schmalsporiger Schirmling \| Lepiota angustispora \| (Migliozzi & Bizzi 1994) Hausknecht & Pidlich-Aigner 2005 \| \| \| Lepiota apatelia \| Vellinga & Huijser 1999 ('1998') \| \| Spitzschuppiger Stachel-Schirmling \| Lepiota aspera \| (Persoon 1793) Quélet 1886 \| \| Purpurschuppiger Stachel-Schirmling \| Lepiota bettinae \| Dörfelt 1982 \| \| Boertmanns Stachel-Schirmling \| Lepiota boertmannii \| Knudsen 1980 \| \| Fuchsbrauner Schirmling \| Lepiota boudieri \| Bresadola 1884 \| \| Fleischbräunlicher Schirmling \| Lepiota brunneoincarnata \| Chodat & C. Martin 1889 \| \| Lilabrauner Sand-Schirmling \| Lepiota brunneolilacea \| Bon & Boiffard 1972 \| \| Kakaobrauner Stachel-Schirmling \| Lepiota calcicola \| Knudsen 1980 \| \| Kleiner Stachel-Schirmling \| Lepiota carinii \| Bresadola 1930 \| \| Amyolidsporiger Schirmling \| Lepiota carpartica \| (M.M. Moser 1979) M.M. Moser 1983 \| \| Kastanienbrauner Schirmling \| Lepiota castanea \| Quélet 1881 \| \| Fahlbrauner Schirmling \| Lepiota cingulum \| Kelderman 1994 \| \| Wolliggestiefelter Schirmling \| Lepiota clypeolaria \| (Bulliard 1789 : Fries 1821) P. Kummer 1871 \| \| Falscher Wollstiel-Schirmling \| Lepiota clypeorarioides \| Rea 1922 \| \| Schleier-Schirmling \| Lepiota cortinarius \| J.E. Lange 1915 \| \| Coxheads Schirmling \| Lepiota coxheadii \| P.D. Orton 1984 \| \| Stink-Schirmling \| Lepiota cristata \| (Bolton 1788 : Fries 1821) P. Kummer 1871 \| \| Falscher Stink-Schirmling \| Lepiota cristatoides \| Einhellinger 1973 \| \| Ockerscheibiger Schirmling \| Lepiota cystophoroides \| Josserand & Riousset 1972 \| \| Igel-Stachel-Schirmling \| Lepiota echinacea \| J.E. Lange 1940 \| \| Striegeliger Schirmling \| Lepiota echinella \| Quélet & G.E. Bernard 1888 \| \| Rotborstiger Schirmling \| Lepiota echinella var. rhodorhiza \| (P.D. Orton 1960) Hardtke & Rödel 1992 \| \| Olivblättriger Schirmling \| Lepiota elaiphylla \| Vellinga & Huijser 1998 ('1997') \| \| Rettich-Schirmling \| Lepiota erminea \| (Fries 1821 : Fries 1821) Gillet 1874 \| \| Mehligriechender Schirmling \| Lepiota farinolens \| Bon & G. Riousset 1992 \| \| Dickstieliger Schirmling \| Lepiota favrei \| Kühner 1983 ex Bon 1993 \| \| Schwarzschuppiger Schirmling \| Lepiota felina \| (Persoon 1801 : Fries 1821) P. Karsten 1879 \| \| Olivgrauer Schirmling \| Lepiota forquignonii (beschrieben als „Forquignoni“) \| Quélet 1885 \| \| Weinbrauner Schirmling \| Lepiota fuscovinacea \| F.H. Møller & J.E. Lange 1940 \| \| Kies-Schirmling \| Lepiota glareophila \| Fillion 1997 \| \| Grünspan-Schirmling \| Lepiota grangei \| (Eyre 1903) Kühner 1934 \| \| Granulierter Schirmling \| Lepiota granulopunctata (beschrieben als „granule-punctata“) \| Locquin 1951 \| \| Graugrüner Schirmling \| Lepiota griseovirens \| Maire 1928 \| \| Fleischrötlicher Schirmling \| Lepiota helveola \| Bresadola 1882 \| \| \| Lepiota helveola var. maior \| Candusso 1990 \| \| \| Lepiota helveoloides \| Bon 1981 ex Bon & Andary 1986 \| \| Unberingter Schirmling \| Lepiota hymenoderma \| D.A. Reid 1966 \| \| Kegelschuppiger Stachel-Schirmling \| Lepiota hystrix \| F.H. Møller & J.E. Lange 1940 \| \| Feuerfuchsiger Schirmling \| Lepiota ignicolor \| Bresadola 1892 \| \| Feuerfüßiger Schirmling \| Lepiota ignivolvata \| Bousset & Josserand 1948 ex Josserand 1990 \| \| Langes Stachel-Schirmling \| Lepiota jacobi \| Vellinga & Knudsen 1992 \| \| Behangener Schirmling \| Lepiota jaquierii \| Fillion 1995 \| \| Rosabrauner Schirmling \| Lepiota kuehneri \| Huijsman 1943 ex Hora 1960 \| \| Nitrophiler Schirmling \| Lepiota lepida \| Guinberteau & M. Bodin 1994 \| \| Lila Schirmling \| Lepiota lilacea \| Bresadola 1892 \| \| Zartgefärbter Schirmling \| Lepiota loquinii \| Bon 1985 \| \| Gelbflockiger Wollstiel-Schirmling \| Lepiota magnispora \| Murrill 1912 \| \| Winziger Schirmling \| Lepiota micropholis \| (Berkeley & Broome 1871) Saccardo 1887 \| \| Nussbrauner Schirmling \| Lepiota neophana \| Morgan 1906 \| \| Schwarzstiel-Schirmling \| Lepiota nigrescentipes \| G. Riousset 1992 \| \| Ockerbrauner Schirmling \| Lepiota ochraceofulva \| P.D. Orton 1960 \| \| Ockergilbender Schirmling \| Lepiota ochraceosulfurescens \| (Locquin 1953) Bon 1981 \| \| Glatter Schirmling \| Lepiota oreadiformis \| Velenovský 1920 \| \| Blasser Wollstiel-Schirmling \| Lepiota pallida \| Locquin 1945 ex Bon & Candusso 1990 \| \| Kleinberingter Schirmling \| Lepiota parvannulata \| (Lasch 1828 : Fries 1832) Gillet 1874 \| \| Ringloser Stachel-Schirmling \| Lepiota perplexa \| Knudsen 1981 \| \| Filzhut-Schirmling \| Lepiota pilodes \| Vellinga & Huijser 1993 \| \| Graugrüner Kleinspor-Schirmling \| Lepiota poliochloodes \| Vellinga & Huijser 1993 \| \| Wiesen-Schirmling \| Lepiota pratensis (beschrieben als „platensis“) \| Spegazzini 1998 \| \| Dunkelblättriger Schirmling \| Lepiota psalion \| Vellinga & Huijser 1999 ('1998') \| \| Kleinster Stachel-Schirmling \| Lepiota pseudoasperula \| (Knudsen) Knudsen 1980 \| \| Falscher Schwarzschuppiger Schirmling \| Lepiota pseudofelina \| J.E. Lange 1940 \| \| Falscher Lila-Schirmling \| Lepiota pseodolilacea \| Huijsman 1947 \| \| \| Lepiota pseudorubella \| Gubitz 2008 \| \| Feuerfarbener Schirmling \| Lepiota pyrochroa \| Malençon 1970 \| \| Feinborstiger Schirmling \| Lepiota rhodorhiza \| Romagnesi & Locquin ex P.D. Orton 1960 \| \| Rosascheibiger Schirmling \| Lepiota roseopallida \| Bon & A. Caballero 2000 \| \| Rötlicher Schirmling \| Lepiota rubella \| Bresadola 1889 \| \| \| Lepiota rubrobrunnea \| Gubitz 2008 \| \| Dunkelblättriger Schirmling \| Lepiota rufipes \| Morgan 1906 \| \| Parfüm-Schirmling \| Lepiota saponella \| M. Bodin & Priou 1994 \| \| Sardinischer Bauch-Schirmling \| Lepiota sardoa \| (Padovan & Contu 2001) Vila & Castellón 2003 \| \| \| Lepiota selinolens \| Redeuilh & Guinberteau 1993 \| \| \| Lepiota severiana \| Tiberi 2000 ('1999') \| \| Ziegelrötlicher Stachel-Schirmling \| Lepiota sinopica \| Romagnesi 1957 \| \| \| Lepiota solaris \| Chalange 2005 \| \| Prächtiger Schirmling \| Lepiota speciosa \| (Trimbach 1975) Trimbach & Auzias 1988 \| \| Fastweißer Schirmling \| Lepiota subalba \| Kühner 1936 ex P.D. Orton 1960 \| \| Dunkelschuppiger Schirmling \| Lepiota subfelinoides \| Bon & P.D. Orton 1985 ('1984') \| \| Körnigschuppiger Schirmling \| Lepiota subgracilis \| Kühner 1936 ex Wasser 1978 \| \| Fleischrosa Schirmling \| Lepiota subincarnata \| J.E. Lange 1940 \| \| Feinschuppiger Schirmling \| Lepiota sublaevigata \| Bon & Boiffard 1980 ('1979') \| \| Schwachfilziger Schirmling \| Lepiota tomentella \| J.E. Lange 1923 \| \| Gelbwolliger Schirmling \| Lepiota ventriosospora \| D.A. Reid 1958 \| \| Gelbblättriger Schirmling \| Lepiota xanthophylla \| P.D. Orton 1960 \| |                                                              |                                                           |
| Deutscher Name | Wissenschaftlicher Name                                      | Autorenzitat                                              |
| Ahorn-Schirmling | Lepiota acerina                                              | Peck 1898                                                 |
| Mandarinen-Schirmling | Lepiota andegavensis                                         | Mornand 1983                                              |
| Schmalsporiger Schirmling | Lepiota angustispora                                         | (Migliozzi & Bizzi 1994) Hausknecht & Pidlich-Aigner 2005 |
| | Lepiota apatelia                                             | Vellinga & Huijser 1999 ('1998')                          |
| Spitzschuppiger Stachel-Schirmling | Lepiota aspera                                               | (Persoon 1793) Quélet 1886                                |
| Purpurschuppiger Stachel-Schirmling | Lepiota bettinae                                             | Dörfelt 1982                                              |
| Boertmanns Stachel-Schirmling | Lepiota boertmannii                                          | Knudsen 1980                                              |
| Fuchsbrauner Schirmling | Lepiota boudieri                                             | Bresadola 1884                                            |
| Fleischbräunlicher Schirmling | Lepiota brunneoincarnata                                     | Chodat & C. Martin 1889                                   |
| Lilabrauner Sand-Schirmling | Lepiota brunneolilacea                                       | Bon & Boiffard 1972                                       |
| Kakaobrauner Stachel-Schirmling | Lepiota calcicola                                            | Knudsen 1980                                              |
| Kleiner Stachel-Schirmling | Lepiota carinii                                              | Bresadola 1930                                            |
| Amyolidsporiger Schirmling | Lepiota carpartica                                           | (M.M. Moser 1979) M.M. Moser 1983                         |
| Kastanienbrauner Schirmling | Lepiota castanea                                             | Quélet 1881                                               |
| Fahlbrauner Schirmling | Lepiota cingulum                                             | Kelderman 1994                                            |
| Wolliggestiefelter Schirmling | Lepiota clypeolaria                                          | (Bulliard 1789 : Fries 1821) P. Kummer 1871               |
| Falscher Wollstiel-Schirmling | Lepiota clypeorarioides                                      | Rea 1922                                                  |
| Schleier-Schirmling | Lepiota cortinarius                                          | J.E. Lange 1915                                           |
| Coxheads Schirmling | Lepiota coxheadii                                            | P.D. Orton 1984                                           |
| Stink-Schirmling | Lepiota cristata                                             | (Bolton 1788 : Fries 1821) P. Kummer 1871                 |
| Falscher Stink-Schirmling | Lepiota cristatoides                                         | Einhellinger 1973                                         |
| Ockerscheibiger Schirmling | Lepiota cystophoroides                                       | Josserand & Riousset 1972                                 |
| Igel-Stachel-Schirmling | Lepiota echinacea                                            | J.E. Lange 1940                                           |
| Striegeliger Schirmling | Lepiota echinella                                            | Quélet & G.E. Bernard 1888                                |
| Rotborstiger Schirmling | Lepiota echinella var. rhodorhiza                            | (P.D. Orton 1960) Hardtke & Rödel 1992                    |
| Olivblättriger Schirmling | Lepiota elaiphylla                                           | Vellinga & Huijser 1998 ('1997')                          |
| Rettich-Schirmling | Lepiota erminea                                              | (Fries 1821 : Fries 1821) Gillet 1874                     |
| Mehligriechender Schirmling | Lepiota farinolens                                           | Bon & G. Riousset 1992                                    |
| Dickstieliger Schirmling | Lepiota favrei                                               | Kühner 1983 ex Bon 1993                                   |
| Schwarzschuppiger Schirmling | Lepiota felina                                               | (Persoon 1801 : Fries 1821) P. Karsten 1879               |
| Olivgrauer Schirmling | Lepiota forquignonii (beschrieben als „Forquignoni“)         | Quélet 1885                                               |
| Weinbrauner Schirmling | Lepiota fuscovinacea                                         | F.H. Møller & J.E. Lange 1940                             |
| Kies-Schirmling | Lepiota glareophila                                          | Fillion 1997                                              |
| Grünspan-Schirmling | Lepiota grangei                                              | (Eyre 1903) Kühner 1934                                   |
| Granulierter Schirmling | Lepiota granulopunctata (beschrieben als „granule-punctata“) | Locquin 1951                                              |
| Graugrüner Schirmling | Lepiota griseovirens                                         | Maire 1928                                                |
| Fleischrötlicher Schirmling | Lepiota helveola                                             | Bresadola 1882                                            |
| | Lepiota helveola var. maior                                  | Candusso 1990                                             |
| | Lepiota helveoloides                                         | Bon 1981 ex Bon & Andary 1986                             |
| Unberingter Schirmling | Lepiota hymenoderma                                          | D.A. Reid 1966                                            |
| Kegelschuppiger Stachel-Schirmling | Lepiota hystrix                                              | F.H. Møller & J.E. Lange 1940                             |
| Feuerfuchsiger Schirmling | Lepiota ignicolor                                            | Bresadola 1892                                            |
| Feuerfüßiger Schirmling | Lepiota ignivolvata                                          | Bousset & Josserand 1948 ex Josserand 1990                |
| Langes Stachel-Schirmling | Lepiota jacobi                                               | Vellinga & Knudsen 1992                                   |
| Behangener Schirmling | Lepiota jaquierii                                            | Fillion 1995                                              |
| Rosabrauner Schirmling | Lepiota kuehneri                                             | Huijsman 1943 ex Hora 1960                                |
| Nitrophiler Schirmling | Lepiota lepida                                               | Guinberteau & M. Bodin 1994                               |
| Lila Schirmling | Lepiota lilacea                                              | Bresadola 1892                                            |
| Zartgefärbter Schirmling | Lepiota loquinii                                             | Bon 1985                                                  |
| Gelbflockiger Wollstiel-Schirmling | Lepiota magnispora                                           | Murrill 1912                                              |
| Winziger Schirmling | Lepiota micropholis                                          | (Berkeley & Broome 1871) Saccardo 1887                    |
| Nussbrauner Schirmling | Lepiota neophana                                             | Morgan 1906                                               |
| Schwarzstiel-Schirmling | Lepiota nigrescentipes                                       | G. Riousset 1992                                          |
| Ockerbrauner Schirmling | Lepiota ochraceofulva                                        | P.D. Orton 1960                                           |
| Ockergilbender Schirmling | Lepiota ochraceosulfurescens                                 | (Locquin 1953) Bon 1981                                   |
| Glatter Schirmling | Lepiota oreadiformis                                         | Velenovský 1920                                           |
| Blasser Wollstiel-Schirmling | Lepiota pallida                                              | Locquin 1945 ex Bon & Candusso 1990                       |
| Kleinberingter Schirmling | Lepiota parvannulata                                         | (Lasch 1828 : Fries 1832) Gillet 1874                     |
| Ringloser Stachel-Schirmling | Lepiota perplexa                                             | Knudsen 1981                                              |
| Filzhut-Schirmling | Lepiota pilodes                                              | Vellinga & Huijser 1993                                   |
| Graugrüner Kleinspor-Schirmling | Lepiota poliochloodes                                        | Vellinga & Huijser 1993                                   |
| Wiesen-Schirmling | Lepiota pratensis (beschrieben als „platensis“)              | Spegazzini 1998                                           |
| Dunkelblättriger Schirmling | Lepiota psalion                                              | Vellinga & Huijser 1999 ('1998')                          |
| Kleinster Stachel-Schirmling | Lepiota pseudoasperula                                       | (Knudsen) Knudsen 1980                                    |
| Falscher Schwarzschuppiger Schirmling | Lepiota pseudofelina                                         | J.E. Lange 1940                                           |
| Falscher Lila-Schirmling | Lepiota pseodolilacea                                        | Huijsman 1947                                             |
| | Lepiota pseudorubella                                        | Gubitz 2008                                               |
| Feuerfarbener Schirmling | Lepiota pyrochroa                                            | Malençon 1970                                             |
| Feinborstiger Schirmling | Lepiota rhodorhiza                                           | Romagnesi & Locquin ex P.D. Orton 1960                    |
| Rosascheibiger Schirmling | Lepiota roseopallida                                         | Bon & A. Caballero 2000                                   |
| Rötlicher Schirmling | Lepiota rubella                                              | Bresadola 1889                                            |
| | Lepiota rubrobrunnea                                         | Gubitz 2008                                               |
| Dunkelblättriger Schirmling | Lepiota rufipes                                              | Morgan 1906                                               |
| Parfüm-Schirmling | Lepiota saponella                                            | M. Bodin & Priou 1994                                     |
| Sardinischer Bauch-Schirmling | Lepiota sardoa                                               | (Padovan & Contu 2001) Vila & Castellón 2003              |
| | Lepiota selinolens                                           | Redeuilh & Guinberteau 1993                               |
| | Lepiota severiana                                            | Tiberi 2000 ('1999')                                      |
| Ziegelrötlicher Stachel-Schirmling | Lepiota sinopica                                             | Romagnesi 1957                                            |
| | Lepiota solaris                                              | Chalange 2005                                             |
| Prächtiger Schirmling | Lepiota speciosa                                             | (Trimbach 1975) Trimbach & Auzias 1988                    |
| Fastweißer Schirmling | Lepiota subalba                                              | Kühner 1936 ex P.D. Orton 1960                            |
| Dunkelschuppiger Schirmling | Lepiota subfelinoides                                        | Bon & P.D. Orton 1985 ('1984')                            |
| Körnigschuppiger Schirmling | Lepiota subgracilis                                          | Kühner 1936 ex Wasser 1978                                |
| Fleischrosa Schirmling | Lepiota subincarnata                                         | J.E. Lange 1940                                           |
| Feinschuppiger Schirmling | Lepiota sublaevigata                                         | Bon & Boiffard 1980 ('1979')                              |
| Schwachfilziger Schirmling | Lepiota tomentella                                           | J.E. Lange 1923                                           |
| Gelbwolliger Schirmling | Lepiota ventriosospora                                       | D.A. Reid 1958                                            |
| Gelbblättriger Schirmling | Lepiota xanthophylla                                         | P.D. Orton 1960                                           |

## Systematik
Früher wurden einige Arten in die Gattung Stachelschirmlinge ausgegliedert.

## Bedeutung
Einige Schirmlinge sind stark giftig, die Arten der Gattung kommen daher als Speisepilze nicht in Betracht.